# 戦国小町苦労譚
『戦国小町苦労譚』（せんごくこまちくろうたん）は、夾竹桃による日本のライトノベル。「小説家になろう」より2013年1月から連載されており、書籍版はアース・スターノベル（アース・スター エンターテイメント）より2016年1月から刊行されている。イラストは平沢下戸が担当。2025年7月時点でシリーズ累計発行部数は300万部を突破している。
メディアミックスとして、2017年5月から『コミック アース・スター』（同社）にて沢田一によるコミカライズが連載されている。また、ビジュアルノベルの制作も発表されている。

## あらすじ
歴史好きの農業高校生・綾小路静子は、学校の帰りにふと気が付くと永禄八年（1565年）3月という戦国時代のど真ん中にタイムスリップしていた。そこで織田信長に出会い、（当時は無礼に当たる）実名を口にして殺されそうになった静子は、南蛮で育ち最新の農業技術を持っているため役に立つと自称する。その言葉を聞いた信長は、静子を荒れ果てた村の村長に任命し、豊作にすることを命じる。村長に任命された静子は、土壌を改良したりタイムスリップの際に偶然持っていた苗を植えたりして信長の命に応えようとする。初めこそ村長が女であることへの風当たりは強かったが、静子が実力を発揮するにつれ村人の偏見は少なくなっていった。その後、静子は内政にも呼ばれ、現代の技術や農業の知識を織田軍のために使用する。
稲葉山城の戦いを制した信長は、これまでの静子が語る知識や育ちをうかがわせる話などから、宣教師から聞く南蛮とは明らかに異なる出自の人間と見破り、別な世界からの来訪者ではないのではないか？という問いを投げかけ、ついに静子はタイムスリップについて正直に話すことにする。静子の知識は信用できると判断した信長は、静子を「織田家相談役」に任命。可児才蔵、前田慶次が馬廻となり、勝蔵が静子のもとで修業することとなった。その後静子は行商人から自分のものではない現代品を購入し、自分のほかにもタイムスリップしてきた人間がいることを知る。
信長は足利義昭と会合の上、上洛を決定。静子も上洛戦に参戦を命じられる。その後京の治安回復を成し遂げた際、料理人としてやってきた足満とみつおに出会う。静子と話し合い、みつおは畜産担当として、足満は神社の神主としてそれぞれ働くこととなった。足満は、濃姫を間者から救ったことを切っ掛けに自身が元将軍・足利義輝であり、死ぬ直前に現代にタイムスリップして再び戦国時代に来た人物であることを思い出す。
静子の助言により浅井長政の裏切りは無くなったものの、浅井家の実権を握る浅井久政の妄動を防ぐ事は出来ず、史実通りに浅井朝倉連合軍と織田家の対立が始まり、姉川の戦いが起こってしまう。志賀の陣で森可成を失うのを避けるため、静子軍は宇佐山城へ向かう。可成は死亡はしなかったものの重傷を負い、静子は作戦が失敗したことに深く責任を感じるようになる。信長軍は劣勢が続き、朝廷による和睦の令によって志賀の陣は終幕する。

## 登場人物
声はビジュアルノベルの声優。
綾小路静子（あやのこうじ しずこ）
声 - 新島瑠菜
本作の主人公。歴史好きの元農業高校生。ある日突然戦国時代にタイムスリップしてしまい、織田信長に仕えることとなる。肩書は「織田家相談役」。信長直属として「静子隊（のちに軍単位となる）」を率いる。博覧強記でもあり、戦争に詳しい姉や、農業のプロである祖父・寅之助とその知り合いの薫陶もあって多方面の知識を有し、戦国時代以降の未来の知識や技術や料理などを再現することで、戦国の終焉を目指す織田家にとって切り札的存在でもある。
信長と前久による朝廷戦略として静子の家名を利用し、断絶した公家・綾小路家の末裔とされ、前久や濃姫が代筆した手紙と献上品により、正親町天皇より従四位上の位階と「仁比売（にひめ）」の名を賜る。ルイス・フロイスを始めとした外国人に対しては男装した上で頭巾を被った姿で相対し、「頭巾宰相」と呼ばれている。この変装は信長の指示だったが、以後解禁の指示がないため律儀に続けている。
尾張を中心とした織田領内の発展と安定に寄与し、信長に仕えてから長年に渡って尾張を発展させてきたことで、尾張では崇拝に近いレベルで民に慕われている。動物好きでヴィットマンファミリーだけでなく地元の野生種やフロイスから献上された外来種も手懐けており、害意を持つ者は近づいただけでも排除される。
作中ではタイムスリップしてすでに10数年が経っており、三十路も目前だが独身。静子の持つ個人資産額もだが、織田家内部での立場が高まり下手な相手を婿にすることも出来ず、保護者役である信長・前久・足満の3人が親バカを発揮して候補者に片っ端からダメ出しした結果、信長の庶子でも訳ありだった四六と器を養子にする形になっている。
後に従三位の位階を賜った事により、「尾張三位（おわりさんみ）」と呼ばれる事がある。
織田上総介三郎平朝臣信長（おだ かずさのすけ さぶろう たいらの あそん のぶなが）
声 - 沖野晃司
尾張国の戦国大名。静子の持つ知識の価値を知り召し抱える。非常に聡明で静子の語る知識を自分なりに咀嚼して独自の見解で活用する。
怒ると手が付けられないのは史実の通りだが、身内と認めた相手には存外甘いところもあり、正室でありながら子がいない濃姫との関係も良好。家中の有望な若者や人質として預かった者を静子の元に預け、高度な知識と思考法を学ばせている。
森三左衛門可成（もり さんざえもん よしなり）
声 - 石渡真修
信長の家臣。静子のお目付け役。史実では戦死している宇佐山の合戦を生き延び、戦傷によって一線を退くことになるも勝蔵に稽古を付けられる程度の力量は維持している。一線を退いた後信長の命によって、四六と器の教育係を行っていた。
ヴィットマン、バルティ
静子が手なずけたハイイロオオカミのオスと番のメス。5匹の子を産むが、天正3年（1575年）に寿命を迎えて亡くなる。
カイザー、ケーニッヒ、アーデルハイト、リッター、ルッツ
ヴィットマンとバルテイの間に生まれた狼たち。さすがに嫁は見つけられなかったようで、輸入したジャーマンシェパードと交配し、ウルフドッグとして血を残す形になった。
シロガネ、アカガネ、クロガネ
フロイスから信長に献上されたオウギワシや、静子が山で拾った外来種らしきミミズク。
金蔵（きんぞう）
静子が最初に任された村の鍛冶職人。静子からの依頼で様々な道具を作るが、職人が増員されつつもオーバーワークとなり、技術街が作られたことでようやく一段落する。
彩（あや）
声 - 小山百代
静子の小間使い。当初は信長の密偵として静子の知識の源泉を探っていたが、現代文が読めなかったり、静子の荷物をヴィットマンファミリーが守っていたため成功せず。静子を手伝っているうちに静子の事業になくてはならない人材となっていく。家族や親族は合戦に巻き込まれたことで既に死去しており天涯孤独であったが、信長に拾われた事で静子の小間使いとなった。結婚する事なく独身を貫き通しており、静子自身は彩を自分の義妹にすることも考えている。
玄朗（げんろう）
静子軍の歩兵部隊を統括する老人。戦国の世に生きるには不用心すぎる静子を心配しつつ主君として立てている。彼の部下たちは家族の面倒も見てくれた静子への恩に報いるべく、宇佐山の合戦では死兵となって朝倉軍を食い止めた。軍務面で静子を支えた功績によって士分に取り立てられ「尾張楠木玄朗静興（おわりくすのき げんろう しずおき）」と名乗るようになる。
濃姫（のうひめ）
声 - 礒部花凜
信長の正室。好奇心旺盛で、信長と同様に静子に無茶ぶりを行う。信長と共に来る以外にも、ねねやまつを連れて静子の元を訪れ、面白いことはないかと要求している。これらの静子を振り回す様な無茶ぶりの行動には、武家社会の中の女社会での静子の立場を守るための側面もあった。かなりのリアリストで宗教や古いしきたりも不合理と判断すれば切って捨てている。
織田信忠（おだ のぶただ） / 奇妙丸（きみょうまる）
声 - 東雲はる
信長の嫡男。当初は「茶丸」と名乗って静子の様子を窺っていたが、咳病の治療を受けたりして静子と親しくなり、多大な影響を受けて成長を遂げた模様。甲州攻めでは武田勝頼との一騎打ちに勝利して許婚であった松姫を譲り受けている。配下の諸将達から、松姫を側室では無く妾にするよう具申され、松姫の身が危ないと判断し、正室にすると宣言することで事を大きくし信長の耳にも入ることで、諸将らの暗躍を阻止して、一度は信長と対立するも静子が間に入る事で一連の騒動を公の場で謝罪し発言を撤回すると宣言したことで、松姫を側室として迎え入れれることが出来た。
可児才蔵吉長（かに さいぞう よしなが）
声 - 笠原織人
静子の馬廻衆。真面目な性格で先走る勝蔵やノリの軽い慶次を抑える役所。与えられた命令に対して完璧を目指す質で、京の浮浪者・孤児対策では完璧を求めすぎて失敗したことから、質の向上を目指すには「まず体裁を整えてから」という要点を学ぶ。
前田慶次利益（まえだ けいじ とします）
声 - 髙木俊
静子の馬廻衆。性格が明るく、京の職人を岐阜に勧誘したりと人を取り込むのが上手い。静子のことを静っちと呼ぶ。静子が南蛮から輸入した軍馬・デストリア種を気に入り「松風」と名付ける。
森長可（もり ながよし） / 勝蔵（かつぞう）
声 - 山中翔太
可成の次男。荒くれものであり、信長の命によって静子のもとで修業をしている。最初は静子に反発していたが徐々に静子のことを認める様になり、静子から学んだ知識や技術も活用して「鬼武蔵」の二つ名に劣らぬ暴れっぷりを見せる。家中ではやり過ぎだと意見されるが信長からは「若人らしくて良い」と気に入られている。
後に元服してから幾多の戦いに参戦しており、様々な活躍をしていく。本人は政治については一切の興味を持たないが、それは森家は兄が継ぐからであり、もし自身が政治に明るいと良からぬ欲を持つものが現れて、森家を揺るがすかもしれないと言う理由だった。静子もこの考えを聞くと、信長から気に入られていることもあって森家に火種を産む可能性があると納得しており、本人はあくまでも兄の腕で矛であれば良いと思っている。
簫（しょう）
前田利家の次女。女性でありながら織田家で躍進する静子に憧れ、人員増強の募集がされた際に志願してきた。薙刀にも長けており、才蔵に稽古をつけてもらっている。
藤堂与吉（とうどう よきち）
浅井の家臣だったが、長政の追放を受けて退転。織田家に仕官した。静子に預けられるが当初は静子を認めなかった。史実では築城の名人だったため、黒鍬衆に研修に出される。
漫画版では大男に描かれており、床に正座した状態で立った勝蔵と大差ない位置に頭がある。
足満（あしみつ）
声 - 入倉慶志郎
静子は知らないが、正体は足利義輝。永禄の変で死亡する直前に現代にタイムスリップし、ボロボロに傷ついて記憶を失った状態で拾われ、静子の家で数年の間を共に過ごしていた。その後静子と同様にタイムスリップし、再び戦国時代へやってくる。この際、静子と同様に永禄の変の2ヶ月前に現れていたとすると史実の年齢より4 - 5歳老けている計算になるが、現代で暮らしていたこともあってか、かなり若々しい。その身の上は信長や濃姫は承知している。松永久秀や足利義昭に対してはかつての将軍として睨みを利かせている。
現代にいる間に様々な知識を得ており、静子が使いたがらない軍事面の知識を提供する以外に「鬼」を自称して敵対した（特に静子に害となる）ものを徹底的に処断する。普段は静子領にある神社「櫻信ノ社」の宮司をしている。
田中みつお（たなか みつお）
声 - 塚本拓弥
元・畜産業の会社員。静子と同様に現代からタイムスリップしてきた。五郎から「おっさん」と呼ばれるたびに「みつおです」と訂正している。既婚者だが、妻に先立たれ娘も結婚して家を出たのを機に、農業を始めようと静子の祖父を訪れた帰りに足満と共にタイムスリップした。寅之助から譲られた苗木などは久次郎を経て静子に渡っている。戦国人を上回る酒豪。琉球までいって黒豚のアグー種を手に入れてくるが、途中の薩摩で島津に囚われ、飲み比べに勝った結果として当主・貴久の娘である鶴姫を許婚として押し付けられた。尾張に連れ帰ったのち信長の許可を得て祝言を挙げる。
当初は嫁と言っても建前で、娘を持ったつもりだったが徐々に想い合っていき、家中から嫁を取るよう勧めた信長が呆れるほどの惚気を吐くようになる。鶴姫は身体の成長が悪く子も成せない心配があったが、尾張においての食生活改善もあって無事懐妊し、娘の葵を産んでいる。
五郎（ごろう）
声 - 小林竜之
足満やみつおと知り合い、共に行動していた青年。2人と共に濃姫の料理人として採用されるが、足満とみつおは静子の手伝いに引き抜かれたため、料理人として残留する。足満やおっさんと呼ぶみつおとはなんだかんだと仲が良く、鶴が出産のため入院していた際にはみつお宅に集まって呑み会などしている。
近衛前久（このえ さきひさ）
声 - 新井雄也
近衛家当主。織田軍に協力することになり、体面向上のため静子を猶子とする。静子から提供される食材や料理も利用して公家衆の抱き込みをしている。足満こと足利義輝とは従兄弟同士であり友人。
四六（しろく）・器（うつわ）
信長の庶子であり、静子の養子となった双子の兄妹。乳母からもまともな世話をされずにいた。静子の元で初めて人らしい庇護を受け、静子を母と慕う。
四六は「織田家相談役」の後継者としての教育を受け、心身ともに鍛えられていく。器は結婚適齢期になり輿入れ先を提示されるが、まだしばらくは静子の元にいることを選ぶ。
竹中半兵衛、木下秀吉、木下秀長、明智光秀ほか
声 - 大迫一平（半兵衛）、越後屋コースケ（秀吉）
信長配下の武将。静子の存在や行動を訝しんだり驚愕したり、利用しようとしたりしているが、軍用食としてもたらされた羊羹の好みに関して論争したりもしている。
本多平八郎忠勝（ほんだ へいはちろう ただかつ）
声 - 朝田陽貴
尾張の隣国・三河の領主徳川家康配下の武将。極秘にしていた椎茸の栽培場に迷い込み、そこで出会った静子に一目ぼれする。その惚れ込みようは妻子を得て以降も変わらず、同僚である服部半蔵や榊原康政を呆れさせている。
浅井長政（あざい ながまさ）
信長の義弟。近江の領主だったが、朝倉攻めを決定した際に一報入れるという約束を守った信長に対して義理を通す決定をした結果、父である久政に追放される。命からがらに逃亡した先で行き会った静子隊に保護されたのち、静子隊の一兵卒として再出発する。
お市の方（おいちのかた）、茶々（ちゃちゃ）、初（はつ）、江（ごう）
長政の正室とその娘。長政の追放・久政の裏切りが発覚した際に静子の指示を受けた慶次によって娘共々救出された。織田家に戻ってからは同盟を維持できなかったと親族から責められて針の筵という状態となる。本人は然して気にしてもいなかったが居心地は悪かったため、長政の側にいる方便として娘の茶々と初（まだ幼児と赤ん坊）を静子の侍女とするという理由で静子領に移る。のちに3人目の江も産まれている。
茶々と初は前述の通りまだ子供なため、侍女というのも建前。静子の屋敷を探検する日々を送っており、出入り禁止になっている区域に入ろうとして彩に叱られたり、母や伯母（濃姫）と共に静子に無茶振りしている。
華嶺（かれい）
行者を名乗る人物。山で修業し獲った獲物は美味しく頂く主義だったが、静子に出会い知ったカレーにハマリ、現在の名に改めた。
真田昌幸（さなだ まさゆき）
元武田の武将。武藤家の養子となって喜兵衛と名乗っていたが、三方ヶ原の戦いで兄2人が戦死。その後真田を継いだが、家中でも揉めた上、信玄の跡を継いだ勝頼からも疎まれた。武田を離れて静子の指揮下に入り諜報を担うことになる。情報の価値を知る静子からは厚遇され、その噂を聞いた元武田の間者（信玄が直接管理していたのと、勝頼が諜報を軽視して干されていた）を受け入れ一大情報網を作り上げる。
虎太郎（こたろう）、弥一（やいち）、瑠璃（るり）、紅葉（もみじ）
海外の生の情報・技術も取り入れるべく静子に買い取られたユダヤ人奴隷たち。買い取られたことで過去の自分と決別すべく、静子に日本名を付けてもらった。
虎太郎は最年長で40代。複数の言語を操り言語学者の肩書を持つ。当時の学説であった天動説を否定するなどしたため教会から破門とされて奴隷に落とされたというインテリ。輸入した海外の書籍も当時は手書きがほとんどでネイティヴでなければ読めないので、それらの翻訳を行いながら静子に聞かされた地動説の証左を実証する研究を続けている。酒好きであり、慶次とは呑み仲間で自ら洋酒作りにも手を染める。
弥一と瑠璃は兄妹。兄が奴隷に落とされた際に妹も連座させられた。元々は金属加工職人だった弥一は職人として働き、瑠璃は絨毯の製法を伝える。瑠璃は栄養状態が良くなったためか、日本人を遥かに上回るバストに成長する。
紅葉は10代。母親が魔女と認定されたことから薬師の流れを持つ家系。黒髪と翠瞳をもつ。さすがに専門と言えるほどの知識や技術はないため、栽培試験中の作物観察記録を任される。

## 用語
静子領
最初は不作続きで年貢も納められない村だったが、静子による技術指導で立ち直る。ここを中心に規模が拡大され、農業だけではなく、職人達を集めて各種技術開発・研究を行う「技術街」なども作られて一大都市に発展し信長が本拠を岐阜に移してからは尾張全体が静子の領地（静子自身の感覚としては「管理地」）となっている。フロイスなど南蛮人から献上された物の、扱いに困る動物の飼育も行われており、時折領民にも公開している。
領民を中心として組織された「静子軍」は「兵士訓練所」による苛烈を極める近代的な軍事訓練が採用され、コンパウンドボウによる弓騎兵隊や新式の鉄砲隊を擁し、静子領の豊富な物資を用いた兵站部隊や負傷兵・流行病の治療に当たる「衛生衆」、陣地や街道の整備を行う土木工兵「黒鍬衆」などが養成されている。技術を身に付けた者は当然として、静子隊としての訓練を受け、訓練所を潜り抜けた者はその訓練の過酷さを知る武将達からも好待遇で召し抱えられているので、士官先に困らない。
領民たちは豊かな生活をもたらしてくれた静子を心底尊敬しているほか、「おにぎりの具は何か良いか」で論争を始めた末に自由参加の相撲大会に発展したりしている。

## 作風
「小説家になろう」で人気のある異世界ファンタジージャンルの作品で主流であるチートものの影響を受けている。また、版元であるアース・スター エンターテイメントからは異世界作品の一種として扱われることもある。
タイムスリップものの作品では、歴史を変えないことをテーマにすることが多いが、本作は大胆に歴史に介入していくことも魅力のひとつとなっている。

## 制作背景
連載開始当初「小説家になろう」ではテンプレート的な展開（「事故で死んで異世界へ」「異常なほど強力な能力で無双」「主人公に即惚れるヒロイン達」など）が流行していたため、あえてその逆を書こうと考え、本作が構想された。自衛隊がタイムスリップする話を見たこと、身分が固定されておらず江戸時代よりも幅広い活躍ができそうなこと、などから、戦国時代にタイムスリップする話に決定した。チート能力でいろいろできてしまうと他の異世界ファンタジーと差別化できないため、主人公が戦国時代で再現できるであろう現代知識を進行に応じて使用している。

## 既刊一覧

### 小説
- 夾竹桃（著）・平沢下戸（イラスト）、アース・スター エンターテイメント〈アース・スターノベル〉、既刊18巻（2025年3月14日現在）
  - 『戦国小町苦労譚 一、邂逅の刻』、2016年1月15日初版第1刷発行（同日発売[書 1]）、ISBN 978-4-8030-0859-3
  - 『戦国小町苦労譚 二、天下布武』、2016年5月14日初版第1刷発行（同日発売[書 2]）、ISBN 978-4-8030-0923-1
  - 『戦国小町苦労譚 三、上洛』、2016年9月15日初版第1刷発行（同日発売[書 3]）、ISBN 978-4-8030-0956-9
  - 『戦国小町苦労譚 四、第一次織田包囲網』、2016年12月15日初版第1刷発行（同日発売[書 4]）、ISBN 978-4-8030-0978-1
  - 『戦国小町苦労譚 五、宇佐山の死闘と信長の危機』、2017年4月15日初版第1刷発行（同日発売[書 5]）、ISBN 978-4-8030-1037-4
  - 『戦国小町苦労譚 六、 崩落、背徳の延暦寺』、2017年9月15日初版第1刷発行（同日発売[書 6]）、ISBN 978-4-8030-1110-4
  - 『戦国小町苦労譚 七、 胎動、武田信玄』、2017年12月15日初版第1刷発行（同日発売[書 7]）、ISBN 978-4-8030-1141-8
  - 『戦国小町苦労譚 八、 岐路、巨星墜つ』、2018年4月16日初版第1刷発行（同日発売[書 8]）、ISBN 978-4-8030-1182-1
  - 『戦国小町苦労譚 九、黄昏の室町幕府』、2018年9月15日初版第1刷発行（同日発売[書 9]）、ISBN 978-4-8030-1229-3
  - 『戦国小町苦労譚 十、逸を以て労を待つ』、2019年1月17日初版第1刷発行（同日発売[書 10]）、ISBN 978-4-8030-1261-3
  - 『戦国小町苦労譚 十一、黎明、安土時代の幕開け』、2019年7月16日初版第1刷発行（同日発売[書 11]）、ISBN 978-4-8030-1312-2
  - 『戦国小町苦労譚 十二、哀惜の刻』、2020年1月16日初版第1刷発行（同日発売[書 12]）、ISBN 978-4-8030-1369-6
  - 『戦国小町苦労譚 十三、第二次東国征伐』、2020年9月15日初版第1刷発行（同日発売[書 13]）、ISBN 978-4-8030-1451-8
  - 『戦国小町苦労譚 十四、工業時代の夜明け』、2021年4月15日初版第1刷発行（同日発売[書 14]）、ISBN 978-4-8030-1503-4
  - 『戦国小町苦労譚 十五、本願寺炎上』、2022年3月16日初版第1刷発行（同日発売[書 15]）、ISBN 978-4-8030-1627-7
  - 『戦国小町苦労譚 十六、決戦！ 小田原城』、2023年3月15日発売[書 16]、ISBN 978-4-8030-1767-0
  - 『戦国小町苦労譚 十七、西国進出とこぼれ話』、2024年3月15日発売[書 17]、ISBN 978-4-8030-1927-8
  - 『戦国小町苦労譚 十八、西国大征伐』、2025年3月14日発売[書 18]、ISBN 978-4-8030-2097-7

### 漫画
- 夾竹桃（原作）・平沢下戸（原作）・沢田一（漫画）、アース・スター エンターテイメント〈アース・スター コミックス〉、既刊17巻（2025年2月12日現在）
  - 『戦国小町苦労譚 農耕戯画 1』、2017年12月15日初版第1刷発行（同日発売[書 19]）、ISBN 978-4-8030-1134-0
  - 『戦国小町苦労譚 農耕戯画 2』、2018年4月12日初版第1刷発行（同日発売[書 20]）、ISBN 978-4-8030-1175-3
  - 『戦国小町苦労譚 躍進、静子の村 3』2018年10月12日初版第1刷発行（同日発売[書 21]）、ISBN 978-4-8030-1233-0
  - 『戦国小町苦労譚 躍進、静子の村 4』、2019年3月12日初版第1刷発行（同日発売[書 22]）、ISBN 978-4-8030-1277-4
  - 『戦国小町苦労譚 現代女子、戦場ニ立ツ 5』、2019年10月12日初版第1刷発行（同日発売[書 23]）、ISBN 978-4-8030-1345-0
  - 『戦国小町苦労譚 上洛、そして邂逅 6』、2020年4月11日初版第1刷発行（同日発売[書 24]）、ISBN 978-4-8030-1409-9
  - 『戦国小町苦労譚 重鎮ヲ懐柔セヨ 7』、2020年9月12日初版第1刷発行（同日発売[書 25]）、ISBN 978-4-8030-1449-5
  - 『戦国小町苦労譚 伊勢平定 8』、2021年2月12日初版第1刷発行（同日発売[書 26]）、ISBN 978-4-8030-1489-1
  - 『戦国小町苦労譚 義弟との絆 9』、2021年7月12日初版第1刷発行（同日発売[書 27]）、ISBN 978-4-8030-1537-9
  - 『戦国小町苦労譚 宇佐山の決戦 10』、2021年12月10日初版第1刷発行（同日発売[書 28]）、ISBN 978-4-8030-1574-4
  - 『戦国小町苦労譚 志賀の陣、終結 11』、2022年5月12日初版第1刷発行（同日発売[書 29]）、ISBN 978-4-8030-1643-7
  - 『戦国小町苦労譚 越後の龍と近衛静子 12』2022年10月12日初版第1刷発行（同日発売[書 30]）、ISBN 978-4-8030-1701-4
  - 『戦国小町苦労譚 乱世を照らす宰相 13』、2023年3月10日初版第1刷発行（同日発売[書 31]）、ISBN 978-4-8030-1759-5
  - 『戦国小町苦労譚 眠れる獅子 14』、2023年9月13日発売[書 32]、ISBN 978-4-8030-1834-9
  - 『戦国小町苦労譚 治世の心得 15』、2024年2月9日発売[書 33]、ISBN 978-4-8030-1906-3
  - 『戦国小町苦労譚 忍び寄る影 16』、2024年8月9日発売[書 34]、ISBN 978-4-8030-1994-0
  - 『戦国小町苦労譚 風林火山 17』、2025年2月12日発売[書 35]、ISBN 978-4-8030-2074-8

## アプリ
フルボイスのビジュアルノベルアプリ『戦国小町苦労譚 語絵巻 - カタリエマキ -』（せんごくこまちくろうたん カタリエマキ）が、Android・iOS向けに配信予定。企画・制作・配信はオルトプラス。

### 書誌情報
以下の出典は『アース・スター エンターテイメント』内のページ。書誌情報の発売日の出典としている。
1. ↑  “戦国小町苦労譚 一、邂逅の刻”.   アース・スターエンターテイメント. 2024年8月11日閲覧。
2. ↑  “戦国小町苦労譚 二、天下布武”.   アース・スターエンターテイメント. 2024年8月11日閲覧。
3. ↑  “戦国小町苦労譚 三、上洛”.   アース・スターエンターテイメント. 2024年8月11日閲覧。
4. ↑  “戦国小町苦労譚 四、第一次織田包囲網”.   アース・スターエンターテイメント. 2024年8月11日閲覧。
5. ↑  “戦国小町苦労譚 五、宇佐山の死闘と信長の危機”.   アース・スターエンターテイメント. 2024年8月11日閲覧。
6. ↑  “戦国小町苦労譚 六、 崩落、背徳の延暦寺”.   アース・スターエンターテイメント. 2024年8月11日閲覧。
7. ↑  “戦国小町苦労譚 七、 胎動、武田信玄”.   アース・スターエンターテイメント. 2024年8月11日閲覧。
8. ↑  “戦国小町苦労譚 八、 岐路、巨星墜つ”.   アース・スターエンターテイメント. 2024年8月11日閲覧。
9. ↑  “戦国小町苦労譚 九、黄昏の室町幕府”.   アース・スターエンターテイメント. 2024年8月11日閲覧。
10. ↑  “戦国小町苦労譚 十、逸を以て労を待つ”.   アース・スターエンターテイメント. 2024年8月11日閲覧。
11. ↑  “戦国小町苦労譚 十一、 黎明、安土時代の幕開け”.   アース・スターエンターテイメント. 2024年8月11日閲覧。
12. ↑  “戦国小町苦労譚 十二、 哀惜の刻”.   アース・スターエンターテイメント. 2024年8月11日閲覧。
13. ↑  “戦国小町苦労譚 十三、第二次東国征伐”.   アース・スターエンターテイメント. 2024年8月11日閲覧。
14. ↑  “戦国小町苦労譚 十四、工業時代の夜明け”.   アース・スターエンターテイメント. 2024年8月11日閲覧。
15. ↑  “戦国小町苦労譚 十五、本願寺炎上”.   アース・スターエンターテイメント. 2024年8月11日閲覧。
16. ↑  “戦国小町苦労譚 十六、決戦！　小田原城”.   アース・スターエンターテイメント. 2024年8月11日閲覧。
17. ↑  “戦国小町苦労譚 十七、西国進出とこぼれ話”.   アース・スターエンターテイメント. 2024年8月11日閲覧。
18. ↑  “戦国小町苦労譚 十八、西国大征伐”.   アース・スターエンターテイメント. 2025年3月16日閲覧。
19. ↑  “戦国小町苦労譚 農耕戯画 1”.   アース・スターエンターテイメント. 2024年8月11日閲覧。
20. ↑  “戦国小町苦労譚 農耕戯画 2”.   アース・スターエンターテイメント. 2024年8月11日閲覧。
21. ↑  “戦国小町苦労譚 躍進、静子の村 3”.   アース・スターエンターテイメント. 2024年8月11日閲覧。
22. ↑  “戦国小町苦労譚 躍進、静子の村 4”.   アース・スターエンターテイメント. 2024年8月11日閲覧。
23. ↑  “戦国小町苦労譚 現代女子、戦場ニ立ツ 5”.   アース・スターエンターテイメント. 2024年8月11日閲覧。
24. ↑  “戦国小町苦労譚 上洛、そして邂逅 6”.   アース・スターエンターテイメント. 2024年8月11日閲覧。
25. ↑  “戦国小町苦労譚 重鎮ヲ懐柔セヨ 7”.   アース・スターエンターテイメント. 2024年8月11日閲覧。
26. ↑  “戦国小町苦労譚 伊勢平定 8”.   アース・スターエンターテイメント. 2024年8月11日閲覧。
27. ↑  “戦国小町苦労譚 義弟との絆 9”.   アース・スターエンターテイメント. 2024年8月11日閲覧。
28. ↑  “戦国小町苦労譚 宇佐山の決戦 10”.   アース・スターエンターテイメント. 2024年8月11日閲覧。
29. ↑  “戦国小町苦労譚 志賀の陣、終結 11”.   アース・スターエンターテイメント. 2024年8月11日閲覧。
30. ↑  “戦国小町苦労譚 越後の龍と近衛静子 12”.   アース・スターエンターテイメント. 2024年8月11日閲覧。
31. ↑  “戦国小町苦労譚 越後の龍と近衛静子 13”.   アース・スターエンターテイメント. 2024年8月11日閲覧。
32. ↑  “戦国小町苦労譚 眠れる獅子 14”.   アース・スターエンターテイメント. 2024年8月11日閲覧。
33. ↑  “戦国小町苦労譚 治世の心得 15”.   アース・スターエンターテイメント. 2024年8月11日閲覧。
34. ↑  “戦国小町苦労譚 忍び寄る影 16”.   アース・スターエンターテイメント. 2024年8月11日閲覧。
35. ↑  “戦国小町苦労譚 風林火山 17”.   アース・スターエンターテイメント. 2025年2月12日閲覧。